# Pematang Rahim
Pematang Rahim is een bestuurslaag in het regentschap Tanjung Jabung Timur van de provincie Jambi, Indonesië. Pematang Rahim telt 2963 inwoners (volkstelling 2010).